# Alexander Kutschera
Alexander Kutschera (* 21. März 1968 in Freising) ist ein deutscher Fußballtrainer und ehemaliger Fußballspieler.

## Karriere

### Spieler
Der aus der Jugend der Sportgemeinschaft Eichenfeld e. V. Freising und des Sportclub Eintracht Freising hervorgegangene Kutschera gelangte 1986 in die Jugendabteilung des FC Bayern München und rückte nach einer Saison in die zweite Mannschaft auf. Für diese absolvierte er zwei Spielzeiten in der Bayernliga und ohne die Möglichkeit, sich für die erste Mannschaft zu empfehlen, wechselte er zur Saison 1989/90 zum Zweitligisten Blau-Weiß 90 Berlin. Sein erstes von 73 Spielen in zwei Spielzeiten bestritt er am 29. Juli 1989 (1. Spieltag) beim 1:1-Unentschieden im Auswärtsspiel gegen den KSV Hessen Kassel mit Einwechslung für Dieter Brefort in der 67. Minute.
1991 wechselte er zum Ligakonkurrenten Bayer 05 Uerdingen, stieg mit diesem als Tabellenerster in die Bundesliga auf, bestritt sein erstes von 24 Spielen am 21. August 1992 (2. Spieltag) beim 1:1-Unentschieden im Auswärtsspiel gegen die SG Wattenscheid 09 und stieg am Saisonende als Tabellenvorletzter wieder ab.
Nach einer weiteren Spielzeit in der 2. Bundesliga wechselte er zur Saison 1994/95 trotz sofortigem Wiederaufstiegs zum Mitaufsteiger TSV 1860 München. Sein erstes Bundesligator erzielte Kutschera am 12. März 1995 (21. Spieltag) bei der 2:6-Niederlage „auf Schalke“ mit dem Treffer zum 1:3 in der 53. Minute. In der Winterpause der Saison 1996/97 wechselte er zum Zweitligisten Eintracht Frankfurt. 1998 erfolgte der erneute Aufstieg in die Bundesliga, in der Alexander Kutschera bis Saisonende 2001 aktiv war.
Kutschera erzielte vier Tore in 157 Erstliga- und drei Tore in 187 Zweitligaspielen.
2001 wechselte er schließlich für drei Jahre in die Segunda División, der zweiten spanischen Liga, in der er unter Trainer Bernd Schuster für Xerez CD spielte.
Während seines zweiten Engagements als Trainer der SpVgg Landshut trainierte er zwischenzeitlich beim Kreisligisten TSV Wartenberg mit. Aufgrund von Personalproblemen sprang Kutschera im April 2011 im Alter von 43 Jahren noch einmal für eine Partie ein, musste allerdings nach zwei Minuten verletzungsbedingt ausgewechselt werden. Er selbst bezeichnete den Kurzauftritt scherzhaft als „kürzestes Comeback aller Zeiten“.

### Trainer
Aus Spanien zurückgekehrt, nahm er 2005 seine erste Trainertätigkeit beim Landesligisten SpVgg Landshut auf und setzte sie ab der Saison 2008/09 in seine Heimatstadt Freising bis März 2010 beim SC Eintracht Freising in der Bezirksoberliga fort. Zur Saison 2010/11 übernahm er das Traineramt bei der SpVgg Landshut in der Landesliga Bayern. Nach Differenzen mit Sportleiter Manfred Maier beendete Kutschera am 7. März 2011 sein Engagement in Landshut. Im Sommer 2011 begann er ein Probejahr als Jugendkoordinator beim neuntklassigen Kreisligisten TSV Wartenberg, einem Verein aus dem oberbayerischen Landkreis Erding. Von Januar 2012 bis Sommer 2017 trainierte er die erste Mannschaft in der Kreisklasse. Im November 2017 übernahm er den Bezirksligisten FC Ergolding. 2021 übernahm Kutschera das Traineramt beim SC Landshut-Berg mit dem Ziel, den Verein von der A-Klasse in höhere Spielklassen zu führen.